# Bella Coola Indian Reserve 1
Bella Coola Indian Reserve 1 (franska: Réserve indienne Bella Coola 1) är ett reservat i Kanada.   Det ligger i Central Coast Regional District och provinsen British Columbia, i den sydvästra delen av landet, 3 700 km väster om huvudstaden Ottawa.
I omgivningarna runt Bella Coola Indian Reserve 1 växer i huvudsak blandskog. Trakten runt Bella Coola Indian Reserve 1 är nära nog obefolkad, med mindre än två invånare per kvadratkilometer.